# Olios albertius
Olios albertius là một loài nhện trong họ Sparassidae.
Loài này thuộc chi Olios. Olios albertius được Embrik Strand miêu tả năm 1913.